# Württembergischer Geschichts- und Altertumsverein
Der Württembergische Geschichts- und Altertumsverein e. V. (WGAV) ist ein deutscher Geschichtsverein. Er gehört zu den ältesten historischen Vereinigungen in Südwestdeutschland.

## Geschichte
Der Verein wurde 1843 in Stuttgart als Württembergischer Altertumsverein gegründet. In den ersten Jahrzehnten seines Bestehens, unter dem Protektorat des Königs, widmete er sich dem Schutz „vaterländischer Denkmäler der Vorzeit“, die vor Zerstörung, Entfremdung oder Verunstaltung bewahrt werden sollten. Außerdem baute er eine wertvolle Sammlung beweglicher Kulturgüter auf, die durch gezielte Ankäufe und Schenkungen erweitert und der Öffentlichkeit präsentiert wurde. Neben archäologischen Fundstücken aus der Alamannenzeit wurden Gemälde, Skulpturen und Handschriften gezeigt. Binnen kurzer Zeit erlangte der Verein den Charakter einer staatlich anerkannten Fachstelle für archäologische und kunstgeschichtliche Denkmalfragen.
Mit der Berufung eines staatlichen Landeskonservators (1858) für die Denkmalpflege und der Einrichtung einer „Staatssammlung vaterländischer Kunst- und Altertumsdenkmale“ (1862), dem heutigen Landesmuseum Württemberg, büßte der Verein seine bis dahin unangefochtene Stellung ein. 1872 übergab er seine Sammlungen in die Obhut des Staates.
Fortan wurden die Erforschung und Vermittlung der Landesgeschichte zu seiner eigentlichen Aufgabe, deren wissenschaftlicher Ertrag seit 1878 in den Württembergischen Vierteljahresheften, seit 1937 in der Zeitschrift für Württembergische Landesgeschichte (ZWLG) publiziert wird. Im Jahr 1900 gab sich der Verein die für sein Aufgabenspektrum zutreffendere Bezeichnung „Württembergischer Geschichts- und Altertumsverein“.

## Wirken
Der Verein wendet sich sowohl an Historiker als auch an Laien, die ihre landesgeschichtlichen Kenntnisse erweitern und ihr Verständnis für die südwestdeutsche Kulturlandschaft vertiefen möchten. Traditionsgemäß gilt das Interesse der Frühgeschichte und Archäologie, der Herrschafts- und Territorialgeschichte, der Kunst- und Architekturgeschichte, der Religions- und Kulturgeschichte in Württemberg und seinen Vorgängerterritorien. Das Augenmerk richtet sich überdies auf biographische Studien, auf sozial- und wirtschaftsgeschichtliche Entwicklungen. Immer mehr rücken auch zeitgeschichtliche Themen ins Blickfeld.
Heute gehören dem Verein rund 1.200 Mitglieder an. Ein halbjährlich erscheinender Rundbrief informiert über das Veranstaltungsprogramm, bestehend aus Vorträgen, Studienfahrten, Tagungen und Kursen. In Kooperation mit dem Hauptstaatsarchiv Stuttgart bietet der Verein historisch-literarische Lesungen und paläographische Übungen an, die mit der Lektüre handschriftlicher Quellen vertraut machen sollen.
Dem Verein ist der „Arbeitskreis für Landesgeschichte im Unterricht“ angegliedert, der Materialien für die historische Bildung in der Schule erarbeitet. Der WGAV vergibt seit 2013 jährlich einen Abiturientenpreis. Ausgezeichnet werden Schülerinnen und Schüler, die sehr gute Leistungen in Geschichte aufweisen, mit landes- oder ortsgeschichtlichem Bezug, und sich besonders engagieren. Der Preis, der im Rahmen der Abiturfeier überreicht werden soll, umfasst neben einer Urkunde und einem Buchgeschenk eine zweijährige kostenlose Mitgliedschaft im WGAV.
In der Landeshauptstadt Stuttgart übernimmt der Württembergische Geschichts- und Altertumsverein die Aufgabe eines örtlichen Geschichtsvereins. Er führt zugleich die Geschäfte des Verbandes der württembergischen Geschichts- und Altertumsvereine, dem 70 historische Vereinigungen zwischen Bodensee und Tauber mit rund 30.000 Einzelmitgliedern angeschlossen sind.

## Vorsitzende
- 1969–1981: Eberhard Gönner
- 1981–2001: Hans-Martin Maurer
- 2002–2006: Robert Kretzschmar
- 2006–2014: Albrecht Ernst
- seit 2014: Nicole Bickhoff[5]

## Publikationen
- Zeitschrift für württembergische Landesgeschichte. Hrsg. von der Kommission für geschichtliche Landeskunde in Baden-Württemberg und dem Württembergischen Geschichts- und Altertumsverein Stuttgart, seit 1937; ZDB-ID 202994-7
- Rundbrief, seit 2006; ZDB-ID 2228426-6, online (PDF) auf www.wgav.de
- Schriftenreihe Lebendige Vergangenheit. Zeugnisse und Erinnerungen, seit 1965; ZDB-ID 564991-2
- Sonstige Veröffentlichungen (Historische Quellen, Darstellungen, Geschichtsdidaktik, Kataloge)
- Württembergischer Geschichts- und Altertumsverein, Gesamtverein der Deutschen Geschichts- und Altertumsvereine: Württembergische Vergangenheit: Festschrift des Württ. Geschichts- und Altertumsvereins zur Stuttgarter Tagung des Gesamtvereins der deutschen Geschichts- und Altertumsvereine im September 1932. W. Kohlhammer 1932.